# Web Catalogue Service
Unter einem Web Catalogue Service (WCAS), auch Catalogue Service for the Web (CSW) genannt, versteht man die Internet-gestützte Veröffentlichung von Informationen über Geoanwendungen, Geodienste und Geodaten (Metadaten) in einer Geodateninfrastruktur. Wichtig ist, dass dieser Dienst selbst keine Geodaten enthält, sondern lediglich beschreibende Metadaten selbiger. Dieser Geodienst wurde durch das Open Geospatial Consortium (OGC) spezifiziert und unter der Version 2.0.0 veröffentlicht. Das entsprechende Anwendungsprofil steht zum kostenfreien Download zur Verfügung. Die verwalteten Metadaten werden nach den Standards ISO 19115 (für Geoanwendungen und Geodaten) und ISO 19119 (für Geodienste) kodiert. Der CSW verfügt über die Verarbeitungsmodi Selektion (Discovery), Fortführung (Transaction) und Ernte (Harvesting).
Besondere Wichtigkeit erlangt der Catalogue Service durch die EG-Richtlinie INSPIRE.

## Selektion
Dieser Modus wird durch die Operationen GetCapabilities, DescribeRecord, GetRecords und GetRecordById unterstützt. Die Selektion wird von den Metadaten-Informationssystemen (GeoMIS) der Geodateninfrastrukturen durchgeführt, um einem Kunden Informationen über Geoanwendungen, Geodienste oder Geodaten zu geben. Eine GeoMIS ist oft eine Anwendung innerhalb eines Geoportals.
Die Selektion ist nach dem CSW-Standard 2.0.2 eine Funktion, welche implementiert sein muss, um dem Standard zu entsprechen.

## Fortführung
Dieser Modus wird durch die Operation Transaction unterstützt. Hiermit ist es möglich Metadaten-Dokumente in den Katalog einzufügen (Insert), zu aktualisieren (Update) oder zu entfernen (Delete). Die Fortführung erfolgt über – Internet-basierte – Metadaten-Editoren. Die Operation wird aber von Kataloganbietern vermutlich nicht frei im Internet zur Verfügung gestellt.
Die Fortführung ist nach dem CSW-Standard 2.0.2 eine optionale Funktion. Sie muss nicht, kann aber implementiert werden.

## Ernte
Dieser Modus wird durch die Operation harvestResource unterstützt. Mit Hilfe dieser Operation überträgt man die Metadaten von einem externen Katalogdienst (CSW) in den eigenen. Dies erfolgt zyklisch durch eine gemeinsame Stelle (Geschäfts- und/oder Koordinierungsstelle) in einer Geodateninfrastruktur. Die Bundesländer in Deutschland ernten die lokalen, regionalen oder landesweiten Kataloge ab und bieten ihren Kunden eine zentralisierte Suchmöglichkeit an.
Der nationale Katalog im GeoPortal.Bund baut nicht auf dem Ernte-Modus auf. Er selbst nutzt den Selektionsmodus für alle landesweiten fach-neutralen und bundesweit fach-spezifischen Katalog für seine Recherche. Das Harvesting von Metadaten hat den Nachteil, dass durch Rekursionen von verketteten Katalogdiensten Mehrfacheinträge entstehen können.
Die Ernte ist nach dem CSW-Standard 2.0.2 eine optionale Funktion. Sie muss nicht, kann aber implementiert werden.

## CSW-Verzeichnisse
- GeoInfoMarkt.org - Frei zugängliche Informationsdrehscheibe zur Suche, Validierung und Monitoring von OGC Web-Diensten

CityGML |
GML |
GeoPackage |
GMLJP2 |
GeoRSS GML |
GeoXACML |
IndoorGML |
KML |
Filter Encoding |
GO |
Simple Feature Access |
SLD/SE |
WaterML
Web Service Framework
Web Service Common |
OpenLS/OLS |
TJS
Sensor Web Enablement (SWE):
O&M |
SensorML |
TML |
SOS |
SPS
OpenGIS Web Services (OWS):
WCAS/CSW |
WCTS |
WCS |
WCPS |
WFS |
WMC |
TMS |
WMS |
WMTS |
WPS |
W3DS